# Georg Joos
Jakob Christoph Georg Joos (Bad Urach, 25 de maio de 1894 — Munique, 20 de maio de 1959) foi um físico alemão.

## Vida
Joos nasceu em 1894, filho do notário Georg Joos e sua mulher Maria (nascida Müller) em Urach (Reino de Württemberg). Após o Abitur estudou engenharia na Universidade de Stuttgart, estudo que teve de encerrar devido à eclosão da Primeira Guerra Mundial. Na guerra serviu como tenente na artilharia. Após a guerra estudou física na Universidade de Tübingen, onde conheceu Friedrich Paschen e Christian Füchtbauer.

## Obras
- Georg Joos: Lehrbuch der theoretischen Physik. 15. Auflage. Akademische Verlagsgesellschaft, Frankfurt am Main 1989. 
  - em inglês Theoretical Physics. (Hafner, 1934, 1950, 1957, 1958) (Blackie and Son, 1942, 1946, 1947, 1951, 1953, 1958) (Dover, 1986, 1987)
- Georg Joos, Ernst Angerer, Johannes Stark: Anregung der Spektren Spektroskopische Apparate und Starkeffekt. Akademische Verlagsgesellschaft, 1927.
- Georg Joos: Sammelband mit 3 Sonderdrucken aus dem Hb. der Experimentalphysik. Akademische Verlagsgesellschaft, 1928-1929.
- Georg Joos: Atome und Weltall. Ein Vortrag. In: Student und Leben. Heft 3, Jena 1931.
- Georg Joos, Theodor Kaluza: Höhere Mathematik für den Praktiker. (Barth, 1947, 1951, 1952, 1954, 1956, 1958, 1964)
- Georg Joos (Hrsg.): Physik der festen Körper. I, II. Dieterich'sche Verlagsbuchhandlung, 1947, 1948.
  - em inglês Physics of Solids. Part I, II. FIAT Review of German Science 1939-1946, Physics of Solids (Office of Military Government for Germany Field Information Agencies, Technical, 1947, 1948)